# Şoḩbatābād (ort i Iran)
Şoḩbatābād (persiska: صِحَّت آباد, صحبت آباد) är en ort i Iran.   Den ligger i provinsen Lorestan, i den västra delen av landet, 400 km sydväst om huvudstaden Teheran. Şoḩbatābād ligger 1 679 meter över havet och antalet invånare är 110.
Terrängen runt Şoḩbatābād är huvudsakligen kuperad, men åt nordost är den platt.Runt Şoḩbatābād är det ganska tätbefolkat, med 72 invånare per kvadratkilometer. Närmaste större samhälle är Nūrābād, 12,7 km norr om Şoḩbatābād. Trakten runt Şoḩbatābād består i huvudsak av gräsmarker.